# Frederick Charles Frank
Frederick Charles Frank, genannt Charles Frank (* 6. März 1911 in Durban; † 5. April 1998) war ein britischer theoretischer Physiker. 
Frank kam mit seinen Eltern kurz nach seiner Geburt nach England. Er studierte ab 1929 Chemie an der Universität Oxford (Lincoln College), wo er seine Bachelor-Abschlüsse erwarb (B. A. 1932, B. Sc. 1933) und am Oxford Engineering Science Laboratory mit einer Arbeit über dielektrische Verluste in organischen Materialien promoviert wurde. Von 1936 bis 1938 war er Post-Doktorand in Berlin bei Peter Debye. Bei seiner Rückkehr ging er nach Cambridge in die Kolloidforschung bei Eric Keightley Rideal (1890–1974). Während des Krieges arbeitete er für das Luftfahrtministerium in der Abteilung wissenschaftliche Aufklärung, die sein Freund Reginald Victor Jones leitete. Nach dem Krieg war er an der Universität Bristol, wo er 1951 Reader und 1954 Professor wurde. Ab 1969 war er Direktor des H. H. Wills Physics Laboratory. 1976 ging er in den Ruhestand, blieb aber weiter wissenschaftlich aktiv.
Aus seiner Zeit in Oxford in den 1930er-Jahren ist er für Arbeiten über die Proteinstruktur bekannt. Nach dem Krieg befasste er sich mit Festkörperphysik und ist bekannt für Arbeiten über Versetzungen in Kristallen und deren Rolle im Kristallwachstum sowie Flüssigkristalle. Er befasste sich auch mit der Mechanik von Polymeren und Geophysik. 1947 schlug er als erster die myon-katalysierte Fusion vor, etwa gleichzeitig mit Andrei Sacharow, dessen Arbeit aber zunächst geheim war.
1954 wurde er Fellow der Royal Society, deren Royal Medal er 1979 und deren Copley-Medaille er 1994 erhielt. 1977 wurde er geadelt. 1981 erhielt er den Gregori-Aminoff-Preis, 1982 die Faraday-Medaille (IOP), 1987 den Von Hippel Award. Ebenfalls 1987 wurde Frank in die National Academy of Sciences gewählt.
Er war an den Farm-Hall-Abhörmaßnahmen beteiligt und gab 1993 die Abhörprotokolle heraus (Operation Epsilon - The Farm Hall Transcripts, University of California Press/Institute of Physics).